# Narancstorkú lombjáró
A narancstorkú lombjáró vagy rozsdástorkú lombjáró (Setophaga fusca)  a madarak osztályának verébalakúak (Passeriformes) rendjébe és az újvilági poszátafélék (Parulidae) családjába tartozó faj.

## Rendszerezése
A fajt Philipp Ludwig Statius Müller német ornitológus írta le 1776-ban, a Motacilla nembe Motacilla fusca néven. Sokáig a Dendroica nembe sorolták Dendroica fusca vagy Dendroica blackburniae néven.

## Előfordulása
Észak-Amerikában, Kanada és az Amerikai Egyesült Államok területein fészkel. Telelni délre Mexikóba, a Karib-térségbe, Közép-Amerikába és Dél-Amerika északi részére vonul. Kóborló példányai eljutnak Európába is.
Természetes élőhelyei a tűlevelűk erdők, télen az esőerdőkbe is eljut.

## Megjelenése
Testhossza 13 centiméter, testtömege 9-13 gramm.
|  |  |

## Életmódja
Nyáron rovarokkal és más ízeltlábúakkal táplálkozik, télen bogyókat fogyaszt.

## Természetvédelmi helyzete
Az elterjedési területe rendkívül nagy, egyedszáma pedig növekszik. A Természetvédelmi Világszövetség Vörös listáján nem fenyegetett fajként szerepel.